# 阿爾吉湖
66°18′S 100°48′E / 66.300°S 100.800°E
阿爾吉湖（英語：Algae Lake），是南極洲的湖泊，位於毛德皇后地，處於邦傑山脈地區，長17公里、寬0.4至1.9公里，根據美國海軍拍攝的空中照片繪入地圖，現時由南極條約體系管理。

## 外部連結
. . United States Geological Survey.   [2011-05-07].